# Comarca Sur
Según la Guía de Turismo Rural y Activo, editada por la Dirección General de Turismo (Consejería de Cultura y Turismo) de la Comunidad de Madrid, la Comarca Sur es una de las comarcas de la Comunidad de Madrid, España.

## Geografía
La Comarca Sur es una pequeña comarca situada al suroeste de la Comunidad de Madrid, al sur del Área Metropolitana de Madrid y haciendo frontera con la provincia de Toledo. Tiene un histórico pasado agrícola de secano que con el tiempo ha evolucionado a industrial y, en menor medida, hacia el turismo rural y sector terciario.

## Turismo
La arquitectura de sus municipios sigue los modelos castellanos del arte mudéjar, como ocurre en el castillo de Torrejón de Velasco, del siglo XV, o en su iglesia de San Esteban Protomártir, construida entre los siglos XVI y XVII. También tiene inspiración mudéjar la iglesia de Nuestra Señora de la Asunción de Griñón. También es importante el castillo de Batres, declarado Conjunto Histórico-Artístico y Bien de Interés Cultural.
Frente al turismo cultural también existen opciones más cosmopolitas como ocurre en el moderno municipio de Arroyomolinos, donde se encuentra el centro comercial y parque de nieve Madrid Xanadú.

## Municipios de la comarca
La comarca está formada por los siguientes municipios, con la superficie en kilómetros cuadrados, y su población en el año 2021:
| Municipio              | Superficie | Población |
| ---------------------- | ---------- | --------- |
| Total comarca          | 414,9      | 227 692   |
| Arroyomolinos          | 20,66      | 33 687    |
| Batres                 | 21,58      | 1820      |
| Casarrubuelos          | 5,5        | 3939      |
| Cubas de la Sagra      | 12,82      | 6642      |
| El Álamo               | 22,25      | 9908      |
| Griñón                 | 17,42      | 10 467    |
| Humanes de Madrid      | 19,46      | 19 736    |
| Moraleja de Enmedio    | 31,29      | 5294      |
| Navalcarnero           | 100,22     | 30 695    |
| Serranillos del Valle  | 13,28      | 4429      |
| Sevilla la Nueva       | 25,13      | 9345      |
| Torrejón de la Calzada | 8,98       | 9549      |
| Torrejón de Velasco    | 52,32      | 4594      |
| Valdemoro              | 64,17      | 77 587    |